# Лісовенко Максим Дмитрович
Лісовенко Максим Дмитрович (1883 р. м. Конотоп — ?) — український народний співець та музикант; бандурист, кобзар; популяризатор кобзарського мистецтва.

## Біографічні відомості
Народився у Конотопі. Здобув бухгалтерську освіту.
У 1925 році став співорганізатором першої самодіяльної капели бандуристів при клубі залізничників станції Конотоп, яка стала згодом філіалом Першої української художньої капели кобзарів. Надалі активний її учасник.
Товаришував та співпрацював з такими відомими кобзарями, як Терентій Пархоменко, Петро Ткаченко та іншими, що часто ставали гостями його будинку.
Подальша доля невідома.